# Cattedrale di San Luigi (Plovdiv)
La cattedrale di San Luigi dei Francesi (in bulgaro: катедрала Свети Лудвиг, katedrala Sveti Ludvig) è la chiesa cattedrale della diocesi di Sofia e Filippopoli, si trova nella città di Plovdiv, in Bulgaria. Sino al 2006, anno in cui sono terminati i lavori di costruzione della nuova cattedrale cattolica di San Giuseppe a Sofia, la chiesa di San Luigi dei Francesi di Plovdiv era la chiesa cattolica più grande di tutta la Bulgaria.

## Storia
Le fonti storiche ci confermano che la chiesa fu costruita nel quadro di un progetto dell'architetto romano Alfonso per sostituire la vecchia chiesa cattolica, di modeste dimensioni, che sorgeva sul posto già nel 1600. Le fondamenta della chiesa attuale furono poste nel 1858 dall'allora vescovo Andrea Canova, e fu consacrata il 25 marzo 1861, quando fu finalmente completata. Nel 1861 vi fu installato il primo organo in Bulgaria, poi sostituito con uno nuovo e più grande. Un incendio danneggiò gravemente la cattedrale nel 1931, distruggendo il soffitto intagliato in legno. La cattedrale è stata ristrutturata su progetto dell'architetto Kamen Petkov ed impreziosita con affreschi di Krastyo Stamatov, quindi nuovamente inaugurata l'8 maggio 1932. Il campanile è stato costruito nel 1898 ed è stato dotato di cinque campane provenienti dalla città tedesca di Bochum, come dono di Papa Leone XIII. Nel 1991 venne installato un nuovo organo dotato di 12 registri.
La chiesa racchiude la tomba di Maria Luisa di Borbone-Parma (1870-1899), principessa di Bulgaria come consorte di Ferdinando I di Bulgaria (1861-1948), successivamente nominato zar di Bulgaria. Fu madre dello zar Boris III (1894-1943).

## Descrizione
Da un punto di vista architettonico, la cattedrale è una combinazione eclettica di neoclassicismo e neo-barocco, come evidente nella facciata, arricchita da statue, semicolonne ed elementi decorativi.